# Thiên niên kỷ 3 TCN
Thiên niên kỷ 3 TCN là thời gian từ năm 3000 TCN đến hết năm 2001 TCN, nghĩa là bằng 1.000 năm, trong lịch Gregory.

## Sự kiện
- Khoảng 2202 TCN - 1766 TCN: Thành lập triều đại nhà Hạ.